# Стефан Остоїч
Стефан Остоїч (босн. Stjepan Ostojić/Стјепан Остојић) — король Боснії у 1418–1421 роках.

## Життєпис
Стефан Остоїч був єдиним законним сином короля Стефана Остої та королеви Куяви. 1415 року Стефан Остоя розлучився з Куявою заради одруження з багатою вдовою Оленою Неліпчич, однак 1418 року помер, і Стефан Остоїч став новим королем.
Під впливом матері молодий король одразу ж заарештував Олену Неліпчич, яка згодом померла в ув'язненні за нез'ясованих обставин. 1419 року було підтверджено союз між Боснійським королівством та Венеційською республікою. Однак Стефан Остоїч не зміг затвердити свою владу. 1420 року до Боснії повернувся Твртко II й наступного року за допомогою Османської імперії забрав трон у Стефана Остоїча.
Після втрати влади Стефан Остоїч зник зі сторінок історичних часописів.